# Конжозеро
Конжо́зеро (Конжезеро, Коншезеро) — озеро на территории Повенецкого городского поселения Медвежьегорского района Республики Карелии. Исток Юги.

## Общие сведения
Площадь озера — 16,2 км², площадь водосборного бассейна — 252 км². Располагается на высоте 123,3 метров над уровнем моря.
Форма озера лопастная, продолговатая: вытянуто с севера на юг. Берега изрезанные, каменисто-песчаные, местами заболоченные.
В залив в юго-восточной части озера впадает река Конжа, берущая начало из Рыбозера.
С юго-западной стороны Конжозера вытекает река Юга, впадающая в Маткозеро, через которое протекает Беломорско-Балтийский канал.
В озере расположено не менее пяти безымянных островов различной площади.
Код объекта в государственном водном реестре — 02020001311102000006674.